# Presto (motore di rendering)
Presto è il motore di rendering sviluppato da  Opera Software utilizzato dal browser Opera fino al 2013, prima di essere sostituito da Blink.

## Storia
È stato reso disponibile per la prima volta al pubblico (dopo diverse beta pubbliche e technical previews) il 28 gennaio 2003 in Opera 7 per Windows.
Le successive versioni hanno visto risolvere diversi bug e vi sono state ottimizzazioni. L'interprete ECMAScript, che inizialmente era piuttosto lento, è stato velocizzato col tempo.

## Utilizzo
Ha rimpiazzato il vecchio Elektra utilizzato dalla versione 4 alla versione 6 del browser norvegese. Differisce da esso principalmente perché è dinamico: la pagina o parti di essa possono essere ridisegnate in risposta a eventi JavaScript.

## Applicazioni basate su Presto

### Browser
- Opera 7, fino a Opera 12.18

### Editor HTML
- Adobe Dreamweaver MX e successivi
- Adobe Creative Suite 2